# William Lustig
William Lustig, conosciuto anche come Bill Lustig (New York, 1º febbraio 1955), è un regista cinematografico, produttore cinematografico e sceneggiatore statunitense, specializzato nel genere horror e nel genere azione e thriller.

## Biografia

### L'infanzia e l'adolescenza
Lustig, originario del Bronx e nipote di Jake LaMotta, 
appassionato di cinema già in tenera età, era solito marinare la scuola e passare le mattine nella 42ª strada di New York, che al tempo ospitava diverse sale cinematografiche; lì ha sviluppato la sua passione ed ha iniziato a coltivare l'idea di diventare regista. Inoltre ha lavorato come maschera in un cinema e sostiene di aver visto Un tranquillo weekend di paura (1970) sessanta volte.
Da ragazzo Lustig ha lavorato in uno studio di post-produzione adibito al montaggio di prodotti a basso budget; ha affermato di aver imparato lì la tecnica cinematografica meglio che in qualsiasi scuola di cinema, che ha frequentato per «giusto un paio di semestri». In questo studio ha avuto la possibilità di guardare e studiare molti film in 16 millimetri in sala di montaggio, analizzandone la costruzione fotogramma per fotogramma.

### Gli inizi nel porno
Lustig negli anni settanta, prima di approdare al cinema, ha lavorato nell'industria del porno; 
lui stesso ha ammesso che è stata proprio quell'esperienza lavorativa ad insegnargli come utilizzare l'attrezzatura tecnica che serviva per girare un film a basso budget, a raccontare
una storia e a gestire il set ed i tempi. In quel periodo l'industria pornografica era florida e i film venivano girati in modo simile a quello dei film d'exploitation; avevano attori professionisti, storie e sceneggiature.

### The Violation of ClaudiaeHot Honey
Lustig ha girato The Violation of Claudia (1977) sotto lo pseudonimo di Billy Bagg, nome nato quando lavorava come taxista e, non volendo toccare i soldi dei clienti, dava l'indicazione: «Put the money in the bag» (ovvero: "metta i soldi nella borsa").
Durante la lavorazione di The Violation of Claudia (1977) Lustig ha usato un titolo più leggero per non insospettire il laboratorio di edizione: The Lady in the Afternoon.
A film terminato Lustig si è messo alla ricerca di un nuovo titolo definitivo, così si è recato in una libreria per adulti e ha chiesto al commesso quale fosse il libro più venduto del mese. Il commesso ha risposto che si trattava di un romanzo porno intitolato The Violation of Marcy, così Lustig ha usato quel titolo adattandolo al nome del personaggio del suo film.
Successivamente, sempre sotto pseudonimo di Billy Bagg, Lustig ha lavorato con un budget di 15.000$ a Hot Honey, un film pornografico in 16 millimetri girato in tre giorni. Lustig dice di aver ideato il titolo con Joseph Zito mentre montava un promo di Guerre stellari (1977) dedicato a un evento del Variety Club.

### Il debutto al cinema conManiac(1980)
Maniac è nato dall'idea di Lustig e Joe Spinell di fare un film horror insieme. 
I due si sono conosciuti nel 1973 quando Lustig stava lavorando a Squadra speciale (1973) come assistente alla produzione; 
entrambi erano grandi appassionati di cinema dell'orrore.
Il film è nato dall'idea di scrivere un puro horror dove l'attenzione non è né sulle vittime né sui poliziotti, bensì sull'assassino e la sua psicologia.
Partendo da questa idea Lustig ha lavorato al film con l'intenzione di infondere nella sua pellicola
le atmosfere che lo avevano colpito nei film di Dario Argento o Mario Bava, omaggiandoli.
Joe Spinell, protagonista e sceneggiatore della pellicola, ha fatto una ricerca sulla psicologia dei 
serial killer, così da infondere in Frank Zito, il suo personaggio, una serie di caratteristiche reali 
di diversi assassini seriali; a detta degli sceneggiatori è «un po’ di John Wayne Gacy, molto di David Berkowitz, conosciuto come “The Son of Sam”, e poi Henry Lee Lucas, soprattutto nei momenti in cui il personaggio parla degli abusi subiti durante la sua infanzia».
Lustig racconta di aver girato Maniac «praticamente senza soldi» (il budget era di 40.000$); il film è stato 
finanziato da Lustig stesso insieme a Joe Spinell e Andy Garroni.
Per risparmiare sul budget è stata scritta ed inviata alla Screen Actors Guild (SAG) una versione del copione più estrema rispetto a quello originale, così da far ricadere il film nella categoria riguardante i film pornografici ed evitare le tariffe sindacali fissate dalla SAG. In questo modo Lustig e Joe Spinell hanno potuto mettere sotto contratto gli attori presenti nel film.
Molte delle scene in esterni sono state girate senza permessi e coperture assicurative; per le scene in metropolitana era stato assunto un poliziotto in pensione che, in divisa, controllava il lavoro per far sembrare tutto in regola. La scena nella quale la testa di Tom Savini esplode è stata girata con un fucile reale: ciò era illegale perché a New York non è possibile sparare senza disporre di un permesso. Di notte, uno degli assistenti che guidava l'auto col foro di proiettile e sporca di sangue finto in cui si svolge la scena è stato fermato dalla polizia e si è trovato a discutere con gli agenti per convincerli del fatto che quello era solo materiale di scena per un film.
Maniac alla sua uscita nelle sale nel 1980 è stato considerato negativamente dalla critica; il Los Angeles Times addirittura si è rifiutato di scrivere dell'uscita del film rendendolo però 
paradossalmente più interessante agli occhi del pubblico. Il regista William Friedkin, anch'egli attaccato dai critici al tempo, ha scritto una lettera di disapprovazione al quotidiano dove criticava il comportamento della testata, colpevole secondo lui del cercare di tarpare le ali di Lustig. Il tentativo di nascondere la pellicola ha portato gli spettatori ad interessarsi a Maniac, per scoprire il motivo delle critiche.
Maniac rifletteva la violenza e la decadenza urbana della società del periodo, in specifico quella di New York, la città dove si svolgono le vicende del film. Il film incarnava la condizione umana di un criminale ai margini della società e immerso nella violenta città tentacolare nella quale si trova; ciò è stato messo in scena in modo "brutale" ed autentico, umanizzando agli occhi dello spettatore il "mostro" protagonista e le sue gesta.
William Lustig, Joe Spinell e Caroline Munro (che nel film interpreta il personaggio di Anna D'Antoni) dopo l'uscita del film hanno partecipato al programma radiofonico di WVAI New York Sound Track, condotto da Paul Wonder; in questa occasione il conduttore ha parlato di Maniac come di un horror all'avanguardia che sfrutta i migliori effetti speciali esistenti, Joe Spinell gli ha però confessato che i cervelli erano in realtà insalate di gamberetti ed ha definito il film come un thriller che sfocia in scene di omicidio, e non come un film splatter. In questa stessa intervista Lustig ha ammesso di aver affrontato per la prima volta la regia di un film per il cinema, in quanto era ancora l'unico mestiere che non aveva effettuato nell'industria.
È stato ipotizzato che il mostro di Firenze sia stato influenzato per i suoi crimini dal film Maniac.

### Vigilante(1983)
Per Vigilante, che rientra nel genere vigilante film, film in cui viene mostrata la vendetta privata dei protagonisti ai danni di un trasgressore, Lustig ha affermato di essersi ispirato ai polizieschi ed ai western italiani. Considera infatti Vigilante la sua versione urbana di uno spaghetti western e la musica richiama quelle di Ennio Morricone.

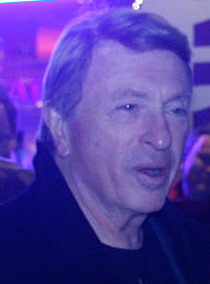
Larry Cohen, ideatore di Poliziotto sadico, nel 2010

### Poliziotto sadico(Maniac Cop) (1988)
Poliziotto sadico è stato ideato da Larry Cohen nel 1987. Durante un pranzo Lustig e Cohen stavano discutendo riguardo a un eventuale sequel di Maniac. Dopo il rifiuto da parte di Lustig, Cohen ha avuto l'idea di Maniac Cop. Robocop (1987) era appena uscito e aveva ottenuto degli ottimi incassi. A Lustig, quindi, il titolo è piaciuto da subito. Successivamente i due hanno iniziato a scrivere la sceneggiatura. Un mese dopo l'incontro le riprese del film erano già iniziate, nonostante la sceneggiatura non fosse ancora completa. Lustig ha affermato che l'idea alla base del film era «sovvertire il normale ordine prestabilito, essendo proiettati in un universo in cui colui che doveva essere il simbolo della sicurezza in realtà diventava un pericolo mortale».
In Italia Poliziotto sadico (Maniac Cop) (1988) è uscito effettivamente in sala solo nel 1992, dopo essere stato proiettato al Fantafestival del 1988. Il suo seguito Maniac Cop - Il poliziotto maniaco (Maniac Cop 2) (1990), è uscito al cinema prima del capostipite della serie ed è stato fatto passare come primo capitolo della saga.

### Hit List - Il primo della lista(Hit List) (1989)
Lo script di Hit List - Il primo della lista è nato come film d'azione pensato per essere girato in Sudafrica ed era basato su Anatomia di un rapimento (1963) di Akira Kurosawa; il progetto iniziale è stato però abbandonato quando, durante la preproduzione in Sudafrica, è stato dichiarato lo stato di emergenza in seguito al peggioramento della situazione interna.
Successivamente la Cinetel Films contattò Lustig in quanto intendeva produrre un film d'azione. Lo script di Hit List - Il primo della lista è stato quindi modificato eliminando ogni riferimento al Sudafrica ed il film è stato subito prodotto e girato.
Lustig racconta che i primi giorni di riprese Jan-Michael Vincent, che ha interpretato il protagonista del film, arrivava sul set probabilmente ubriaco; quindi per precauzione, in vista di un suo possibile licenziamento da parte della produzione, Lustig dal terzo giorno di riprese ha girato in modo da non dover effettuare troppo lavoro aggiuntivo nel caso l'attore fosse stato sostituito. Ciò è stato necessario solo temporaneamente, perché in seguito a richiami da parte della produzione Jan-Michael Vincent è riuscito a finire il film tranquillamente.

### Senza Limiti(Relentless) (1989)
Concluso Hit List - Il primo della lista Lustig ha iniziato la lavorazione di Maniac Cop - Il poliziotto maniaco (Maniac Cop 2) con la Shapiro-Glickenhaus. Durante la lavorazione uno dei produttori della Shapiro ha fatto leggere a Lustig un copione dal nome The Sunset Killer. Colpito, Lustig lo ha proposto alla
società di produzione Cinetel che ha deciso quindi di produrre il film che sarebbe diventato Senza Limiti .
Lustig inizialmente è stato contattato per dirigere il sequel di Senza Limiti  e ha chiamato Quentin Tarantino, fan del primo film, per scrivere la sceneggiatura. Tarantino ha accettato ma quando Lustig ha letto lo script di Una vita al massimo (1993) ha deciso di lavorare su quel 
film, abbandonando il progetto del sequel di Senza Limiti. Senza Limiti ha avuto tre sequel direct-to-video, nessuno dei quali ha visto però la partecipazione di Lustig.

### Una vita al massimo(True Romance) (1993)
Quentin Tarantino ha proposto di dirigere Una vita al massimo a Lustig, che accettò perché ne aveva apprezzato lo script; tuttavia quando Lustig stava lavorando alla revisione con Roger Avary, e la pre-produzione del progetto era appena iniziata, Tony Scott si è dichiarato interessato al progetto e Lustig è stato quindi escluso dalla lavorazione del film.
Lustig, amareggiato dalla scelta, vedendo il film è rimasto sconvolto dal fatto che il finale che lui e Roger Avary avevano scritto frettolosamente, come alternativa da presentare al finale più drammatico che intendevano utilizzare, era stato impiegato nella versione definitiva del film.

### Maniac Cop - Il poliziotto maniaco(Maniac Cop 2) (1990)
Larry Cohen aveva sviluppato per Maniac Cop - Il poliziotto maniaco (Maniac Cop 2) una nuova storia e Lustig fu entusiasta del risultato, trovandola più matura ed evoluta rispetto a quella del capitolo precedente. Lustig così si è dedicato al progetto con entusiasmo, viste anche le nuove possibilità garantite da un budget quattro volte superiore a quello del primo capitolo e dalle maggiori libertà concesse dai distributori che, dopo aver incassato una cifra considerevole col primo film, hanno riposto maggiore fiducia nel progetto. Lustig afferma di essere fiero di come il film è stato realizzato.
Alla fine dei titoli di coda si può leggere: «Dedicated to the memory of JOE 'MANIAC' SPINELL», Joe Spinell, morto l'anno precedente, è stato il protagonista di Maniac (1980) e amico di Lustig.

### Maniac Cop 3 - Il distintivo del silenzio(Maniac Cop III: Badge of Silence) (1993)
Il terzo capitolo della saga, Maniac Cop 3 - Il distintivo del silenzio, è ricordato con meno affetto da Lustig, che afferma infatti che né lui né Larry Cohen hanno mai creduto realmente al progetto, realizzato unicamente per i soldi. Racconta che i due addirittura non hanno partecipato attivamente alla produzione, in quanto le loro idee erano in contrasto con quelle dei produttori; dopo una serie di diverbi i due si sono accontentati dei soldi dei diritti e hanno lasciato il progetto.
Larry Cohen ha abbandonato il set dopo che alcune sue idee erano state bocciate: voleva infatti un detective afroamericano in sostituzione del personaggio interpretato da Robert Davi e voleva approfondire il rapporto tra Cordell e la sua consorte. Dopo qualche giorno anche Lustig ha seguito la scelta dello sceneggiatore e ha lasciato la lavorazione in mano al coproduttore Joel Soisson, conosciuto per aver partecipato ad un gran numero di film.

### Uncle Sam(1996)
Anche il film Uncle Sam (1996) è nato da un'intuizione di Larry Cohen, con il quale Lustig aveva già lavorato per la saga di Maniac Cop. Larry Cohen aveva in mente di ambientare un film il 4 luglio, il giorno dell'Indipendenza degli Stati Uniti, ma Lustig non era convinto che si potesse creare qualcosa di interessante da questo presupposto.
L'indecisione di Lustig è durata fino a quando, durante una vacanza, non ha trascorso il giorno dell'indipendenza a 
Nashville; qua racconta di aver compreso quanto questa ricorrenza sia rilevante per i cittadini degli Stati Uniti che vivono fuori da Los Angeles o New York.
Durante le riprese Lustig è stato influenzato dalla visione di Twin Peaks, alla quale si è ispirato per il modo di trattare luoghi e personaggi della serie, e dai film prodotti da Val Lewton per la RKO degli anni quaranta, in cui vigeva un'atmosfera misteriosa. Inoltre ha avuto l'intenzione di usare lo stesso finale di La morte dietro la porta (1972) di Bob Clark, film che comunque ha influenzato la creazione di Uncle Sam. Il finale utilizzato nel film invece è una citazione di quello di Paura nella città dei morti viventi (1980) di Lucio Fulci. Fulci è morto durante la pre-produzione di Uncle Sam ed il film è a lui dedicato: prima dei titoli di coda si può infatti leggere «FOR LUCIO».
Lustig non si ritiene pienamente soddisfatto del risultato finale, salvo qualche momento da lui reputato interessante.

### Blue Underground
Lustig, da sempre appassionato e collezionista di cinema, ha iniziato, durante la lavorazione dei suoi film, ad acquistare i diritti di alcune pellicole per farle uscire in laser disc.Con l'avvento dei dvd Lustig ha cominciato a pensare al campo dell'home entertainment come prossima occupazione alla quale dedicarsi a tempo pieno. È arrivato poi a lavorare per la Anchor Bay, label statunitense che si occupava principalmente di distribuzione di film di serie b, acquistando svariati film di genere, molti dei quali italiani e, già nel 1997, producendo featurettes e documentari da inserire come contenututi speciali dei dvd tramite Blue Underground, piccola società di produzione da lui fondata.
Blue Underground nel 2002 è diventata indipendente e si è specializzata in particolar modo nella distribuzione dei film d'exploitation 
di cui Lustig era appassionato, restaurandoli e realizzando contenuti aggiuntivi per ogni uscita.Con Blue Underground Lustig ha partecipato attivamente alla storicizzazione dei film che lo hanno formato e poi ispirato, realizzando documentari e interviste che hanno contribuito alla conoscenza e alla diffusione di un cinema che veniva considerato come minore.

### Serie reboot diManiac Cop
Nel 2012 è stato annunciato un film remake di Maniac Cop (1988) prodotto da Nicolas Winding Refn. Nel 2015 è stato comunicato che sarà diretto da John Hyams, sceneggiato da Ed Brubaker, prodotto da Nicolas Winding Refn e William Lustig stesso e finanziato da Wild Bunch; successivamente Wild Bunch si è ritirata dal progetto.
Refn, dopo aver creato per Amazon la serie Too Old to Die Young, ha proposto a Lustig di realizzare una serie tv anziché un film e è stato contattato da HBO per dirigere una serie. Refn ha accettato e ha suggerito di realizzare Maniac Cop, ottenendo una conferma.
La serie è sceneggiata da Refn e tre diversi sceneggiatori. Inoltre Lustig, nonostante non abbia partecipato da subito alla stesura delle sceneggiature, ha contribuito a lavoro finito leggendo e dando indicazioni, alcune delle quali sono state inserite nello script definitivo.
In un'intervista rilasciata a Vulture nel gennaio 2023 Refn, alla domanda se la realizzazione della serie fosse ancora in discussione, ha affermato: «Tutto quello che posso dire è che, sfortunatamente, non accadrà.».

## Tematiche e stile
Nella filmografia di Lustig ci sono temi che ricorrono più volte, specialmente nei film che riflettono maggiormente la personalità dell'autore, come Maniac (1980), Vigilante (1983) e Poliziotto sadico (1988).
Molte scene di questi film sono infatti derivanti da esperienze vissute personalmente da Lustig nel periodo della sua adolescenza a New York, città che, a differenza di oggi, nel periodo nella quale Lustig ha girato i suoi film aveva un elevato tasso di criminalità. A detta del regista, «Vivere a New York negli anni Settanta e Ottanta poteva essere veramente inquietante». La violenza del periodo, vissuta sulla pelle dell'autore, è stata quindi infusa nei suoi film.
Inoltre il soggetto al centro dei film di Lustig riguarda spesso il conflitto tra singolo e sistema inteso come legge e giustizia; i personaggi dei suoi film nascono in un clima violento e di soprusi e vengono umiliati e dimenticati dalla società, generando voglia di vendetta ed instaurando un contrasto interno alla comunità ed alle istituzioni.

## Filmografia

### Regista

#### Cinema
- The Violation of Claudia - con lo pseudonimo di Billy Bagg (1977)
- Hot Honey - con lo pseudonimo di Billy Bagg (1978)
- Maniac (1980)
- Vigilante (1983)
- Poliziotto sadico (Maniac Cop) (1988)
- Hit List - Il primo della lista (Hit List) (1989)
- Senza limiti (Relentless) (1989)
- Maniac Cop - Il poliziotto maniaco (Maniac Cop 2) (1990)
- Maniac Cop 3 - Il distintivo del silenzio (Maniac Cop III: Badge of Silence) (1993)
- The Expert, co-regia con Rick Avery – non accreditato (1995)
- Uncle Sam (1996)
- Conducting Dario Argento's Opera – cortometraggio documentario (2001)

### Sceneggiatore

#### Cinema
- The Violation of Claudia, regia di William Lustig - con lo pseudonimo di Billy Bagg (1977)
- Hot Honey, regia di William Lustig - con lo pseudonimo di Billy Bagg (1978)
- Tripwire - Sul filo del rasoio (Tripwire), regia di James Lemmo (1989)

### Produttore
- Maniac, regia di 	William Lustig (1980)
- Vigilante, regia di 	William Lustig (1983)
- Halloween: Unmasked, regia di Mark Cerulli - cortometraggio documentario (1999)
- Suspiria 25th Anniversary, regia di Gary Hertz (2001)
- Death in Venice: Interview with Aldo Lado, regia di Gary Hertz – documentario (2002)
- Jesús in Furs, regia di David Gregory – documentario (2005)
- The Spaghetti West, regia di David Gregory – documentario (2005)
- Giornata nera, regia di David Gregory – cortometraggio documentario (2005)
- Maniac, regia di Franck Khalfoun (2012)
- Sole Survivor: Interview with Star Brooke Adams, regia di Michael Felsher – cortometraggio documentario (2014)

### Attore
- Maniac, regia di William Lustig – non accreditato (1980)
- Vigilante, regia di William Lustig – non accreditato (1983)
- Poliziotto sadico (Maniac Cop), regia di William Lustig – (1988)
- I demoni della mente (Cameron's Closet) non accreditato (1988)
- Senza limiti (Relentless), regia di 	William Lustig (1989)
- Darkman, regia di Sam Raimi (1990)
- L'armata delle tenebre (Army of Darkness), regia di Sam Raimi (1993)
- Dario Argento: An Eye for Horror, regia di Leon Ferguson (2000)
- 222, regia di Delfine Paolini – cortometraggio (2016)